# 374 Burgundia
374 Burgundia је астероид главног астероидног појаса са пречником од приближно 44,67 km.
Афел астероида је на удаљености од 3,004 астрономских јединица (АЈ) од Сунца, а перихел на 2,552 АЈ.
Ексцентрицитет орбите износи 0,081, инклинација (нагиб) орбите у односу на раван еклиптике 8,985 степени, а орбитални период износи 1691,631 дана (4,631 године).
Апсолутна магнитуда астероида је 8,67 а геометријски албедо 0,301.
Астероид је откривен 18. септембра 1893. године.